# Командване за комуникационно-информационна поддръжка и киберотбрана
Командване за комуникационно-информационна поддръжка и киберотбрана (ККИПКО) е структура в българската армия на оперативно ниво, чиято мисия е да „осъществява комуникационно-информационна поддръжка и киберотбрана на органите и пунктовете за ръководство, командване и управление на страната и въоръжените сили на стратегическо ниво.“
Създадено е на 1 септември 2021 г. съгласно Постановление № 183 от 7 май 2021 г. за приемане на план за развитие на въоръжените сили на Република България до 2026 г. Според плана към 2026 г. структурата трябва да е следната: Командване за комуникационно-информационна поддръжка и киберотбрана; Стационарна опорна комуникационна мрежа; Комуникационно-информационен център; центрове за киберотбрана, управление, осигуряване, инженерингова дейност и ремонт. Командването се изгражда на базата на Стационарната комуникационна и информационна система, ръководена дотогава от полк. Людмил Стоянов. За първи командир на командването е назначен бригаден генерал Васил Събински.

## Командири
Званията са към датата на заемане на длъжността:
- бригаден генерал Васил Събински (1 септември 2021 – 3 октомври 2022)
- бригаден генерал Димитър Хлебаров (3 октомври 2022 – 28 август 2024)
- полковник (бриг. ген. от 1 октомври 2024) Теодор Тодоров – от 28 август 2024

## Заместник-командири
- полковник Людмил Стоянов – от 1 септември 2021 2023
- полковник Георги Владимиров Георгиев – от 2023

## Началници на щаба
- полковник Георги Владимиров Георгиев – от 1 септември 2021 – 2023
- полковник Красимир Петров Кадиев – от 2023, началник-щаб